# La miglior difesa è... la fuga
La miglior difesa è... la fuga (Best Defense) è un film del 1985 diretto da Willard Huyck, con protagonisti Dudley Moore e Eddie Murphy.

## Trama
Wylie Cooper fa l'ingegnere ed è autore di un progetto bellico molto gradito ai generali dell'esercito USA ma pericoloso in mano a forze nemiche. Attorno a lui si scatenano agenti della CIA e terroristi mentre il tenente T.M Landry, al comando di un sofisticato carro armato a cui sono state applicate le innovazioni dell'ingegnere, si trova nel bel mezzo di un conflitto in Medio Oriente. Un bizzarro elemento fantascientifico risiede nel fatto che le due linee narrative sono separate di diversi anni, tanto che alla fine le modifiche ideate all'ultimo momento da Cooper appaiono "improvvisamente" nel corazzato di Landry, consentendogli di trarsi d'impaccio. Il film era stato inizialmente ideato come veicolo per Dudley Moore, allora abbastanza famoso ad Hollywood ma, visto il terribile responso del pubblico alle proiezioni "di prova", venne deciso di modificare pesantemente il film inserendo la seconda linea narrativa con Eddie Murphy, allora giovane comico in ascesa, ritardando la distribuzione di oltre un anno. Uno dei buffi aspetti del film è stato quello di anticipare di sei anni l'effettiva entrata in guerra di forze americane contro l'Iraq, che al tempo del film era impegnato nella guerra contro l'Iran mentre nel film viene mostrato impegnato ad attaccare il Kuwait, esattamente come successe nel 1990.